# Collotheca
Collotheca is een geslacht van raderdiertjes uit de familie van de Collothecidae. 

## Soorten
- Collotheca algicola (Hudson, 1886)
- Collotheca ambigua (Hudson, 1883)
- Collotheca annulata (Hood, 1888)
- Collotheca atrochoides (Wierzejski, 1893)
- Collotheca balatonica Varga, 1936
- Collotheca bilfingeri Bērzinś, 1951
- Collotheca bulbosa Bērzinś, 1951
- Collotheca calva (Hudson, 1885)
- Collotheca campanulata (Dobie, 1849)
- Collotheca conklini (Montgomery, 1903)
- Collotheca coronetta (Cubitt, 1869)
- Collotheca crateriformis Offord, 1934
- Collotheca cucullata (Hood, 1894)
- Collotheca discophora (Skorikov, 1903)
- Collotheca edentata (Collins, 1872)
- Collotheca edmondsoni Bērzinś, 1951
- Collotheca epizootica (Monard, 1922)
- Collotheca evansonii (Anderson, 1892)
- Collotheca ferox (Penard, 1914)
- Collotheca gosseii (Hood, 1892)
- Collotheca heptabrachiata (Schoch, 1869)
- Collotheca hexalobata Banik, 2002
- Collotheca hoodii (Hudson, 1883)
- Collotheca judayi Edmondson, 1940
- Collotheca lettevalli Bērzinś, 1976
- Collotheca libera (Zacharias, 1894)
- Collotheca minuta (Milne, 1905)
- Collotheca monoceros (Zacharias, 1912)
- Collotheca moselii (Milne, 1905)
- Collotheca mutabilis (Hudson, 1885)
- Collotheca ornata (Ehrenberg, 1830)
- Collotheca paradoxa (Penard, 1914)
- Collotheca pelagica (Rousselet, 1893)
- Collotheca polyphemus Harring, 1914
- Collotheca quadrilobata (Hood, 1892)
- Collotheca quadrinodosa Wright, 1961
- Collotheca rasmae Bērzinś, 1951
- Collotheca sessilis (Milne, 1905)
- Collotheca spinata (Hood, 1893)
- Collotheca stephanochaeta Edmondson, 1936
- Collotheca tenuilobata (Anderson, 1889)
- Collotheca tetralobata Banik, 2002
- Collotheca thunmarki Bērzinś, 1951
- Collotheca torquilobata (Thorpe, 1891)
- Collotheca trifidlobata (Pittock, 1895)
- Collotheca trilobata (Collins, 1872)
- Collotheca tubiformis Nipkow, 1961
- Collotheca undulata Sládeček, 1969
- Collotheca vargai Nogrady, 1976
- Collotheca wiszniewskii Varga, 1938